# Szúcs
Szúcs je obec v severovýchodním Maďarsku na severu župy Heves v okresu Bélapátfalva v Bukových horách. K 1. lednu 2015 zde žilo 424 obyvatel.

## Historie
První písemná zmínka o obci pochází z roku 1349.

## Geografie
Obec se nachází asi 7 km západně od okresního města Bélapátfalva. Od města s župním právem Eger se nachází asi 20 km severně.
V těsné blízkosti obce se nachází obec Egercsehi. Obec se nachází v Bukových horách ve výšce 282 m n. m.